# Kwadwo Asamoah
Kwadwo Asamoah (Accra, 9 december 1988) is een Ghanees voetballer die doorgaans als centrale middenvelder of linkshalf speelt. Hij verruilde Juventus in juli 2018 transfervrij voor Internazionale. Asamoah debuteerde in 2006 in het Ghanees voetbalelftal.

## Clubcarrière

### Ghana, Zwitserland en Italië
Asamoah werd gescout door het Ghanese Liberty Professionals. Hij tekende in 2007 een contract bij het Zwitserse AC Bellinzona en werd tijdens de wintertransferperiode voor een halfjaar uitgeleend aan het Italiaanse Torino FC.
In juni 2008 tekende Asamoah een contract bij Udinese. Daar groeide hij geleidelijk aan uit tot een basisspeler. In vier seizoenen bij Udinese speelde Asamoah 114 competitiewedstrijden, waarin hij acht doelpunten maakte. Tijdens het wereldkampioenschap voetbal 2010 en het Afrikaans kampioenschap voetbal 2010 liet Asamoah een goede indruk na. Dat leverde hem belangstelling op van diverse grote clubs.

### Juventus
Op 2 juli 2012 tekenden Asamoah en zijn ploegmaat Mauricio Isla een contract bij Juventus. Hij debuteerde op 11 augustus 2012 in de Supercoppa tegen SSC Napoli. De Ghanees vierde zijn debuut voor Juventus met een doelpunt. Juventus won met 4–2 na twee doelpunten in de blessuretijd. Hij begon ook aan de eerste competitiewedstrijd van het seizoen tegen Parma FC en was meteen belangrijk bij het tweede doelpunt: hij gaf een assist op Stephan Lichtsteiner. In zijn eerste seizoen maakte Asamoah twee doelpunten in 27 competitiewedstrijden voor Juventus. In de jaargang 2013/14 was Asamoah een basisspeler, links op het middenveld, en miste maar vier competitiewedstrijden, waaronder één door een schorsing na vier gele kaarten. Na het voorgaande seizoen werd ook nu de landstitel gewonnen. Asamoah maakte twee doelpunten en leverde vijfmaal een assist, waaronder twee in de thuiswedstrijd tegen Genoa CFC op 15 oktober 2013 (2–0 winst). Asamoah kampte in het seizoen 2014/15 met hyalien kraakbeen, waardoor hij het grootste deel van het seizoen miste. Hij behoorde niet tot de selectie van Juventus in de Coppa Italia 2014/15, op de gewonnen finale (1–2 na verlenging) na; hij kwam echter niet van de reservebank. In de UEFA Champions League 2014/15 bereikte Juventus de finale, die op 6 juni 2015 verloren werd van FC Barcelona (1–3). Asamoah maakte geen deel uit van de Juventus-selectie in de knock-outfase.

## Interlandcarrière
Asamoah maakte op 11 februari 2006 zijn debuut in het Ghanees voetbalelftal, in een vriendschappelijke interland in en tegen Egypte (2–2 gelijkspel). Na 81 minuten speeltijd verving hij Stephen Appiah. In een WK-kwalificatiewedstrijd tegen het Malinees voetbalelftal (0–2 winst) maakte Asamoah zijn eerste interlanddoelpunt. In de 66ste minuut opende hij de score; twaalf minuten later besliste Matthew Amoah de wedstrijd. In 2010 speelde Asamoah als enige Ghanees in alle interlands, waaronder alle wedstrijden op het Afrikaans kampioenschap 2010 (Ghana verloor de finale met 0–1 uit Egypte) en alle duels van Ghana op het wereldkampioenschap voetbal 2010, waaronder de na strafschoppen van Uruguay verloren kwartfinale. In januari 2012 speelde Asamoah zijn tweede Afrikaans kampioenschap, die in de halve finale verloren werd van Zambia (1–0 verlies). Een jaar later was Asamoah opnieuw met Ghana present op het continentale toernooi en opnieuw werd het land uitgeschakeld in de halve finale, nu door Burkina Faso (1–1, 3–2 na strafschoppen). Op het toernooi maakte Asamoah tweemaal een doelpunt. Met Ghana verzekerde hij zich eind 2013 van deelname aan het wereldkampioenschap voetbal 2014 door in de play-offs van het kwalificatietoernooi Egypte te verslaan. Bondscoach Kwesi Appiah nam Kwadwo Asamoah in juni 2014 op in de selectie voor het toernooi in Brazilië. Op het toernooi speelde hij mee in alle drie de groepswedstrijden, waaronder het gelijkspel tegen de latere kampioen, Duitsland (2–2).

## Erelijst
| Kampioen Serie A | 6x | 2012/13, 2013/14, 2014/15, 2015/16, 2016/17, 2017/18 |
| Coppa Italia     | 3x | 2015/16, 2016/17, 2017/18                            |
| Supercoppa       | 2x | 2012, 2013                                           |